# Parapsammophila eremophila
Parapsammophila eremophila är en biart som först beskrevs av Rowland Edwards Turner 1910.
Parapsammophila eremophila ingår i släktet Parapsammophila och familjen grävsteklar. Inga underarter finns listade i Catalogue of Life.